# Сибирский усатый голец
Сибирский усатый голец, или сибирский голец (лат. Barbatula toni), — вид пресноводных лучепёрых рыб семейства Nemacheilidae. Распространён в Азии, во всех реках, впадающих в Северный Ледовитый и Тихий океаны между Обью и Хуанхэ. Обитает на глубинах от 0 до 80 метров. Придонная рыба умеренных вод. Максимальная длина тела 19,8 см, максимальный зарегистрированный вес 121 г. В спинном плавнике 10 мягких лучей. В анальном 8 мягких лучей. Позвонков 42—43. Вместе с Barbatula altayensis и Barbatula sawadai этот вид отличается от всех других сородичей из Северной Азии тем, что имеет тело, покрытое чешуей предорсально (по сравнению с телом, покрытым чешуей позади начала спинного плавника, или чешуей только на основании хвостового плавника). Его можно отличить от B. altayensis и B. sawadai по широко расставленным ноздрям (по сравнению с близко расположенными), а от B. altayensis — по наличию 42—43 позвонков (по сравнению с 44—45), а от B. sawadai — по наличию 7 разветвленных лучей спинного плавника (по сравнению с 8). Безвреден для человека, считается видом под наименьшей угрозой, объектом промысла не является.